# Piton des Neiges
Il Piton des Neiges è un vulcano nonché la cima più elevata dell'isola francese della Riunione. È la 14^ montagna al mondo in termini di isolamento topografico.